# 아스트루드 지우베르투

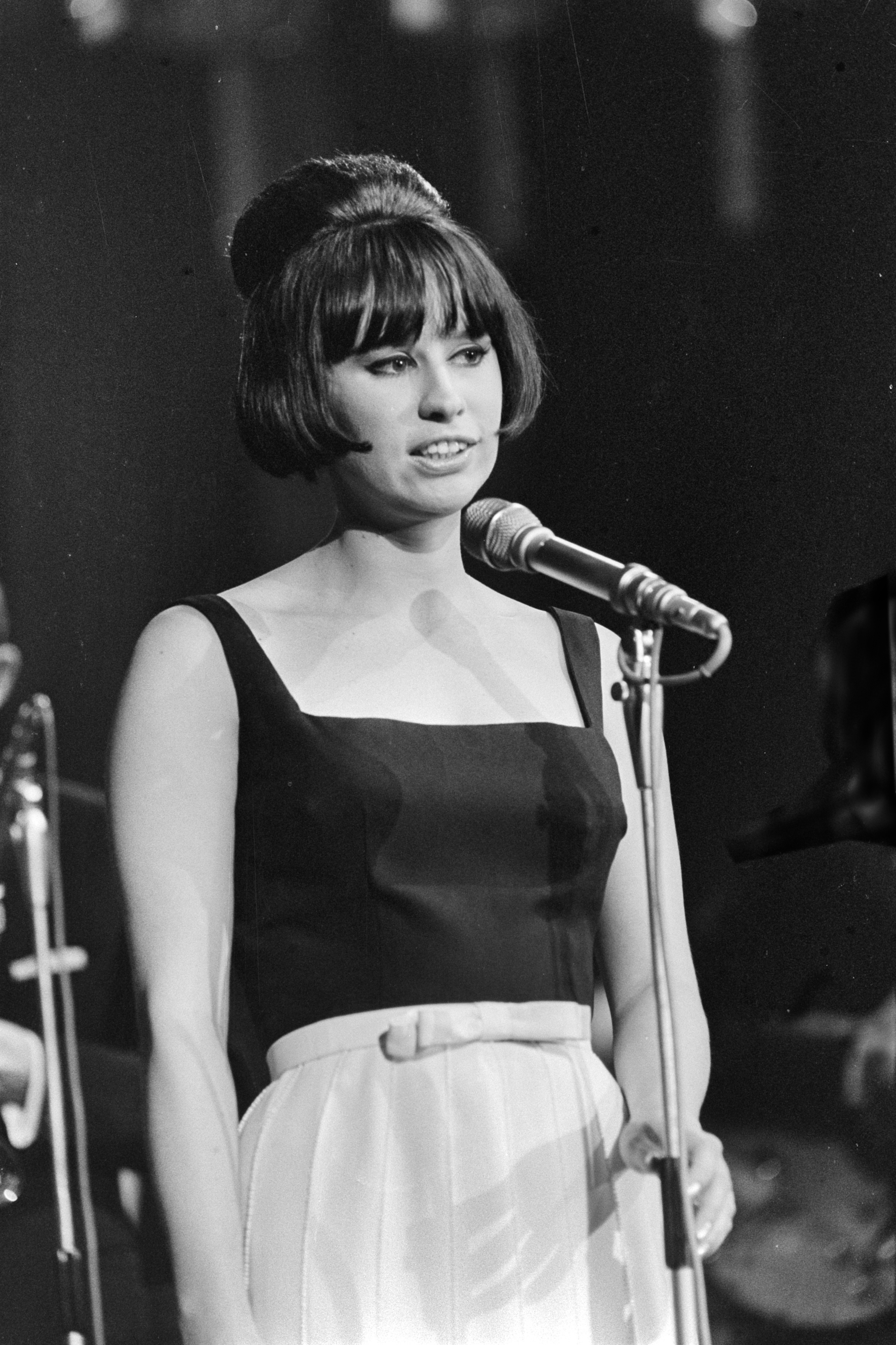
암스테르담에서 공연 중인 아스트루드 지우베르투(1966년)

아스트루드 지우베르투(브라질 포르투갈어: Astrud Gilberto, 1940년 3월 29일~2023년 6월 5일)는 브라질의 삼바, 보사노바 가수이다. 1960년대에 이파네마에서 온 소녀라는 노래를 통해 유명해졌다.

## 생애
아스트루드 지우베르투의 본명은 아스트루드 이반젤리나 바이네르트(Astrud Evangelina Weinert)이며, 브라질 바이아주에서 브라질인 어머니와 독일인 아버지의 딸로 태어났다. 리우데자네이루에서 양육되었다. 1959년 주앙 지우베르투와 결혼했으나 그녀의 남편의 음악 협력자이자 미국 재즈 색소폰 연주자 스탠 게츠와 관계를 갖기 시작하였다.. 1963년 미국으로 이주하여 그때부터 미국에 상주하게 되었다. 아스트루드와 주앙은 1960년대 중순에 이혼하였다.
주앙 지르베르투, Stan Getz, 안토니우 카를루스 조빙 피처링의 영향력 있는 1963년 음반 Getz/Gilberto 중 2개의 곡을 불렀는데, 이 곡들을 녹음하기 전까지는 이렇게 전문적으로 노래를 부른 적이 없었다. 1964년 1963년 음반에서 가져온 이파네마에서 온 소녀의 싱글 버전은 ,주앙 지우베르투가 부른 포르투갈 가사를 생략했으며 아스트루드 지우베르투를 보사노바 가수로 올려놓는 계기가 되었다. 100만 장 이상이 판매되었으며 골드 디스크를 수상하였다. 1964년, 지우베르투는 Get Yourself a College Girl, 행드 맨 등의 영화에 출연하였다. 최초의 솔로 앨범은 1965년의 The Astrud Gilberto Album이었다. 미국으로 이주한 뒤 Getz와 투어를 떠났다. 보사노바, 미국 재즈 스탠더드의 가수로 시작한 지우베르투는 1970년대에 자신만의 작품을 녹음하기 시작했다. 그녀는 포르투갈어, 영어, 스페인어, 이탈리아어, 프랑스어, 독일어, 일본어로 곡을 녹음하였다.
지우베르투는 동물권의 열정적인 지지자이다.

## 디스코그래피
- The Astrud Gilberto Album (Verve, 1965)[4]
- The Shadow of Your Smile (Verve, 1965)[5]
- A Certain Smile, a Certain Sadness (Verve, 1966, with Walter Wanderley)[5]
- Look to the Rainbow (Verve, 1966)[4]
- Beach Samba (Verve, 1967)[5]
- Windy (Verve, 1968)[5]
- September 17, 1969 (Verve, 1969)[5]
- I Haven't Got Anything Better to Do (Verve, 1969)[5]
- Gilberto Golden Japanese Album (Verve, 1970)[5]
- Gilberto with Turrentine (CTI, 1971)[5]
- Now (Perception, 1972)[6]
- That Girl from Ipanema (Image, 1977)[6]
- Plus (Polydor, 1986, with James Last)[7]
- Live in New York (MVP, 1996)[5]
- Jungle (Magya, 2002)[4]

## 문헌
- Bossa Nova: The Story of the Brazilian Music That Seduced the World, Castro, Ruy. 2000. (Published in English in 2003.)
- De Stefano, Gildo, Il popolo del 삼바, La vicenda e i protagonisti della storia della musica popolare brasiliana, Preface by Chico Buarque de Hollanda, Introduction by Gianni Minà, RAI-ERI, Rome, 2005, ISBN 8839713484
- De Stefano, Gildo, Saudade 보사노바: musiche, contaminazioni e ritmi del Brasile, Preface by Chico Buarque, Introduction by Gianni Minà, Logisma Editore, 피렌체, 2017, ISBN 978-88-97530-88-6